# Czesław Miłosz
Czesław Miłosz (pronunciado /ˈt͡ʂɛswafˈmiwɔʂ/ (escucharⓘ) Šeteniai, 30 de junio de 1911-Cracovia, 14 de agosto de 2004) fue un poeta, traductor y escritor polaco; premio Nobel de Literatura de 1980.

## Biografía
Su familia era originaria de Lituania, aunque de lengua, tradición y cultura polacas. Durante toda su vida se mantuvo muy unido al que consideraba su territorio histórico: el Gran Ducado de Lituania. Nació en la Gobernación de Vilna del Imperio ruso separada de Polonia desde 1795. Las independencias de 1918 eliminarían la precaria unión entre ambos territorios y levantarían fronteras antinaturales que llevarían, con el conflicto de 1939-1945, al extrañamiento total de lituanos y polacos. En sus memorias, Otra Europa, dice “Se comprende mal desde el exterior la intensidad de los odios nacionales en la Europa del Este. Cuanto más tardíamente se despertó el nacionalismo, tanto más intentó afianzarse con pasión en los tiempos semilegendarios”.
Hijo de un ingeniero civil, cursó sus estudios superiores de Derecho en Vilna. Miembro del grupo literario Żagary, debutó como escritor en 1930, publicando en esa década dos volúmenes de poesía: Tres inviernos y Poema sobre el tiempo congelado, por el que consiguió una beca para París donde trabó relación con el que sería una de sus mayores influencias literarias y filosóficas: su familiar y poeta francés de origen lituano Oscar Venceslas de Lubicz-Milosz. Trabajó en la Polskie Radio.
Perteneció a la generación literaria posterior a la de Stanislaw Ignacy Witkiewicz (1885),  Bruno Schulz (1892) y Witold Gombrowicz (1904). Fue de la misma generación que la compositora Grazyna Bacewiz y los compositores Witold Lutoslawski y Andrzej Panufnik.
Durante la II Guerra Mundial, Miłosz permaneció en Varsovia; vio el horror en «la ciudad más castigada de Europa» (según escribió en El pensamiento cautivo), y prestó apoyo a los perseguidos por el régimen nazi: ya antes de la guerra se había enfrentado claramente a los antisemitas, y fue testigo de la aniquilación del gueto de esa capital.

### De la posguerra al exilio
Trabajó en el servicio diplomático de la Polonia Popular desde 1945 hasta 1951 en Washington y en París. En esta última ciudad, en 1951, Miłosz pidió asilo político, instalándose en Montgeron entre 1951 y 1960, para huir de la progresiva imposición del llamado Realismo socialista. A partir de entonces sufrió el destino de los intelectuales que, en aquella época, hicieron frente al estalinismo. Pero Milosz afrontó la adversidad con valentía. Su evolución ideológica y rechazo al régimen polaco de entonces la plasmó en la colección de ensayos El pensamiento cautivo, que escribió estando Stalin aún en vida. Fue un libro muy difundido, y Karl Jaspers lo prologó. En 1953 recibió el Prix Littéraire Européen por su novela El poder cambia de manos.
En 1960 se trasladó a Berkeley, Estados Unidos, invitado por la Universidad de California, y fue desde 1961, profesor de Lenguas y Literatura Eslavas. Durante su estancia ahí, escribió, sobre todo, poesía. De temática muy variada, la obra más apreciada de esta época fue concerniente a la política. En la República Popular Polaca fue oficialmente reconocido como un traidor de su patria, y despreciado por la Unión de Escritores Polacos.
Recibió el título de doctor honoris causa en Letras por la Universidad de Míchigan en 1977 y el premio Nobel de Literatura en 1980.

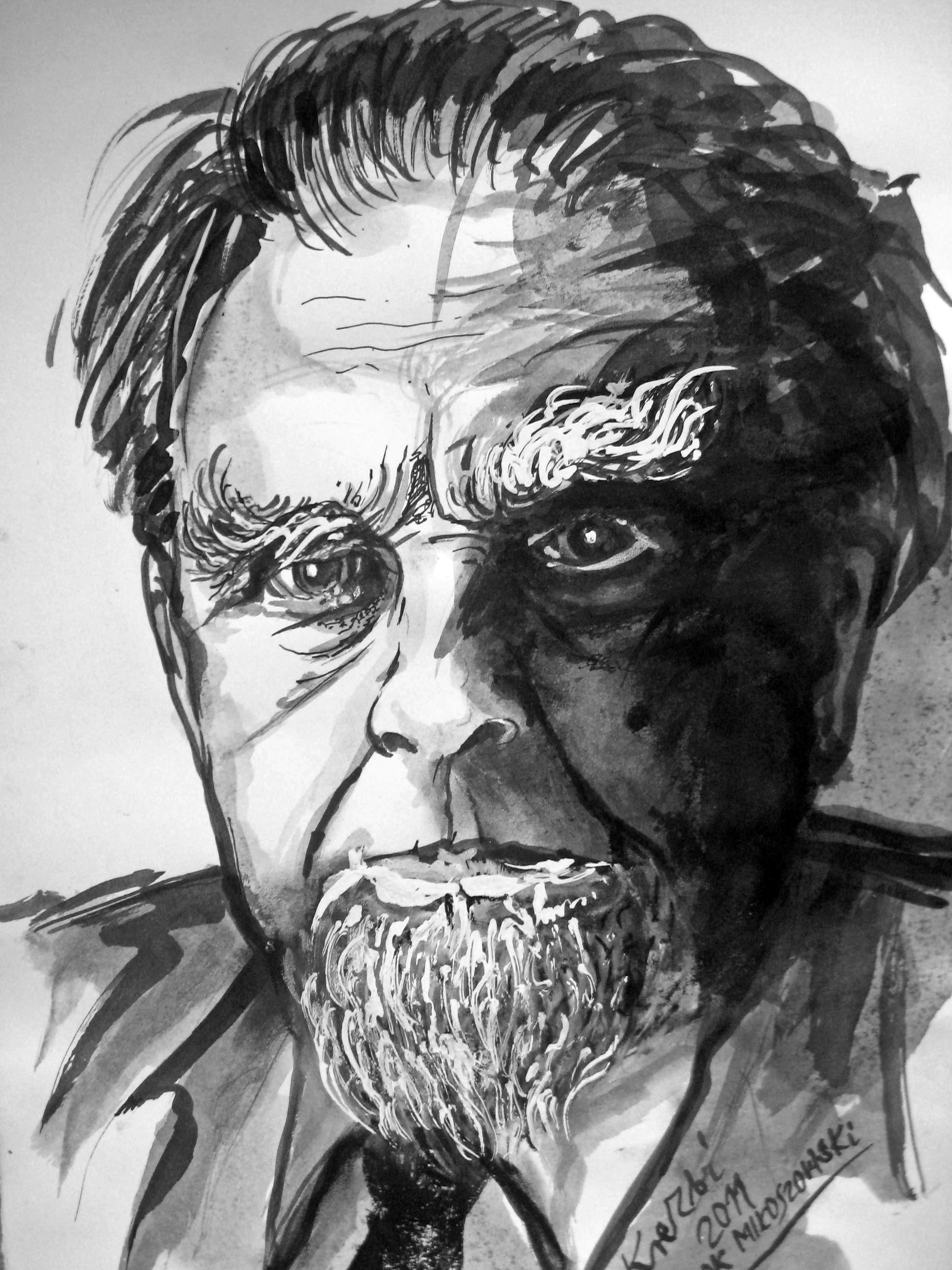
Czesław Miłosz

El poeta y también premio nobel Seamus Heaney dice de su trayectoria: «Nacido en el seno de una familia católica en las tierras boscosas de Lituania, creció en una cultura que aún tenía memoria de ciertas creencias populares y oscurantistas y de los fulgentes sistemas de la escolástica medieval y el neoplatonismo renacentista. Su experiencia de las crisis ideológicas y militares provocadas por el marxismo y el fascismo hacia mediados de este siglo podría equipararse a las crisis de la Reforma y las guerras de religión que marcaron el ecuador del milenio, del mismo modo que su abandono del extremismo ideológico en los años cincuenta en beneficio de una mentalidad más volteriana podría corresponder al periodo de la Ilustración. Le siguió una etapa romántica, signada por una adhesión absoluta a la poesía y una confianza plena en su 'alma profética', y ha terminado instalándose en lo alto de una colina con vistas a la Bahía de San Francisco, como un sabio en su montaña, manteniendo la gravedad del ser al tiempo que respira el aire cada vez más ingrávido, tardo-capitalista y posmoderno de California».
En los años 90, tras la transición pacífica de Polonia del comunismo a la democracia, el poeta volvió a vivir en su país y se instaló en Cracovia donde falleció como consecuencia de una aguda insuficiencia cardiorrespiratoria el sábado, 14 de agosto de 2004, a los 93 años.

### Catolicismo
Aunque Miłosz cuando era joven llegó a adoptar una "posición en su mayor parte científica y atea", más tarde regresó a la fe católica. Su amigo, el P. Józef Sadzik, director de la editorial parisina Éditions du Dialogue, le inspiró a traducir partes de la Biblia al polaco, en concreto del Libro de los Salmos, el Libro de Job, los Ketubin (Cantar de los Cantares, el Libro de Rut, Lamentaciones, Eclesiastés, el Libro de Ester), el Evangelio de San Marcos, el Apocalipsis de San Juan y el Libro de la Sabiduría. Las alusiones al catolicismo impregnan su poesía, culminando en un largo poema de 2001, "Un tratado teológico".
En su libro de 1997 Piesek przydrożny ("Perro Callejero"), escribió acerca de la idea de religión:

El verdadero opio del pueblo es la creencia en la nada después de la muerte; el gran consuelo que trae pensar que no vamos a ser juzgados por nuestras traiciones, avaricia, cobardía y crímenes.

## El ensayista
En el ámbito de la no ficción, Czeslaw Miłosz contribuye al debate sobre la posibilidad de llevar a cabo el trabajo cultural como una acción política y social, alineándose con los intelectuales franceses de los primeros años cincuenta, sin embargo, con una interpretación distinta y original. En El pensamiento cautivo (1953), que combina las técnicas novelísticas con textos de no ficción, Czeslaw Milosz reflexiona sobre la compleja relación entre la literatura y la sociedad en las democracias populares satélites del mundo soviético, desmitificando explícitamente la idealización del socialismo, que evoca y así analiza la composición y la disociación de los intelectuales del sistema (el Murti-Bing) que se consolidó en Polonia después de la guerra. En marcado contraste con la lectura ideológica del mundo intelectual en la Europa procomunista, Czeslaw Milosz retrata el estatuto uniforme del individuo dentro de un régimen totalitario, atribuyendo la libertad de pensamiento y el habla a una práctica herética (la 'Ketman') basada en la ocultación, en la perfecta comprensión y la conversión de los mecanismos censoriales en que se vive. Lejos de buscar agrias polémicas, el ensayo-novela ofrece una perspectiva crítica sin precedentes sobre la libertad humana.

## El poeta

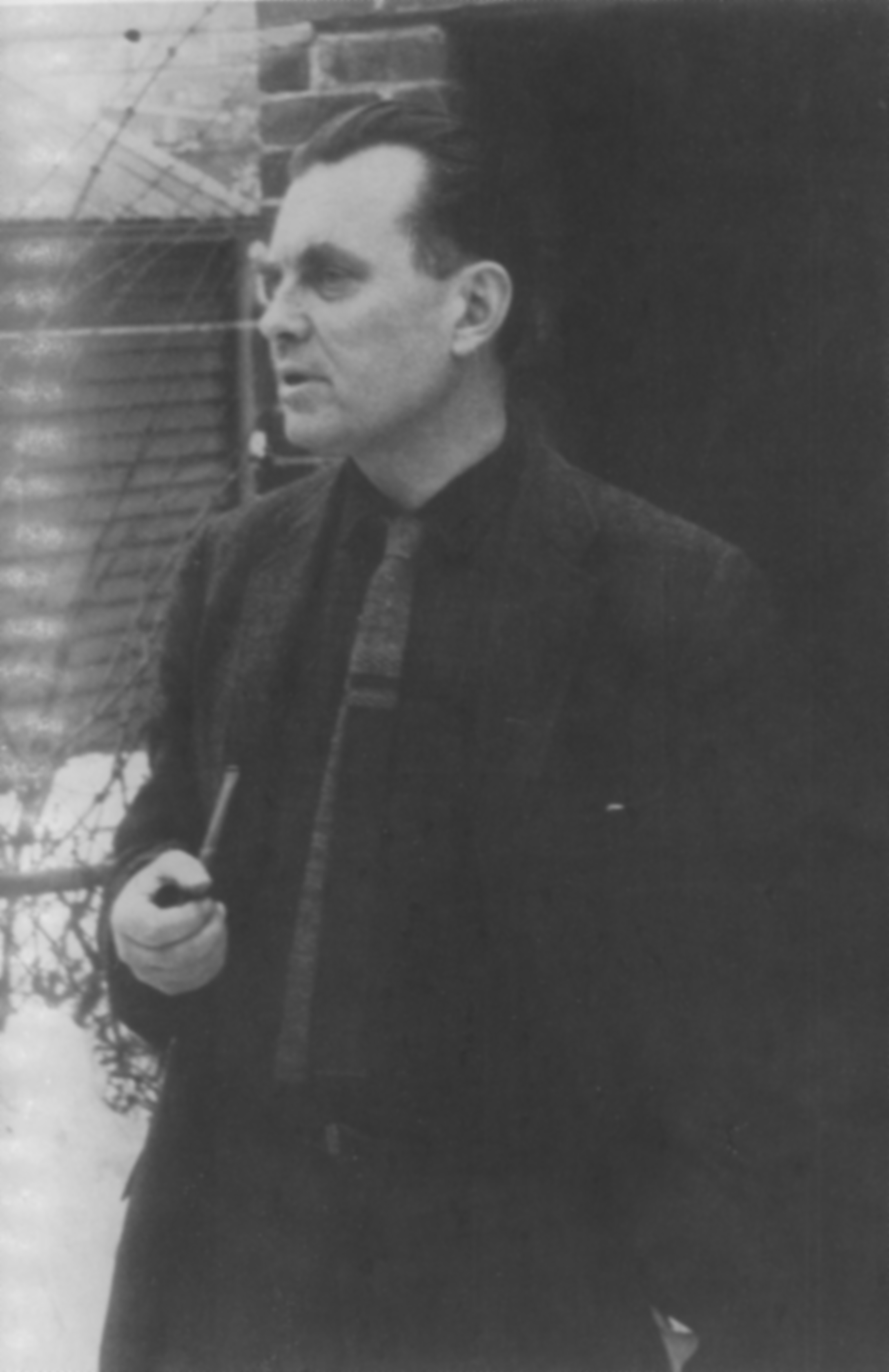
Czeslaw Milosz

La poesía de Miłosz deleita al tiempo que instruye, como viene a señalar Seamus Heaney:

Ostenta un equilibrio magnífico. La aguja se mantiene firme entre el principio de realidad y el principio de placer: Próspero y Ariel se afanan en poner su peso a ambos lados del argumento. Miłosz habita en el medio, a veces trágica y a veces deliciosamente, pues no reniega jamás de sus vislumbres del cielo en la tierra ni de la certeza de que este mundo es un valle de lágrimas.

Miłosz siempre se consideró un campesino atento a las plantas que crecen y los animales que pastan. Su obra juvenil que es «lírica" y "canta la gloria de las cosas por lo que son». En su madurez el tono de su poesía se hace por momentos más metafísico y dolorido. Su poesía expresa la existencia del hombre del siglo XX, el ser anónimo de las grandes ciudades, integrando religión y vida social, patriotismo y confianza en el ser humano.
Su poema El mundo se imprimió en condiciones clandestinas, en una imprenta manual de Varsovia cuando los nazis ocupaban la ciudad y llenaban los campos de concentración. Milosz rememora la seguridad de la casa familiar que era percibida como una garantía universal y eterna de armonía. La felicidad del arte era en sí misma un recordatorio desgarrador de la desolación de los tiempos. El poema tiene veinte partes. La parte tercera "El porche", dice así:

El porche, con su puerta que mira hacia el oeste

Y sus grandes ventanas, toma el calor del sol.

Desde aquí, todo en torno, puedes tender la vista

Sobre el agua, los árboles, los prados y un sendero.

Pero cuando los robles se han cubierto de verde

Y la sombra del tilo divide los parterres,

El mundo, en la distancia, se torna una corteza azul, dudosa,

Una sombra que las hojas llenan de motas.

Aquí, junto a una mesa, dos hermanos

Dibujan de rodillas escenas de batalla o cacerías.

Una lengua rosada entre los labios se afana en empujar

Las formas de los buques, y uno de ellos naufraga.

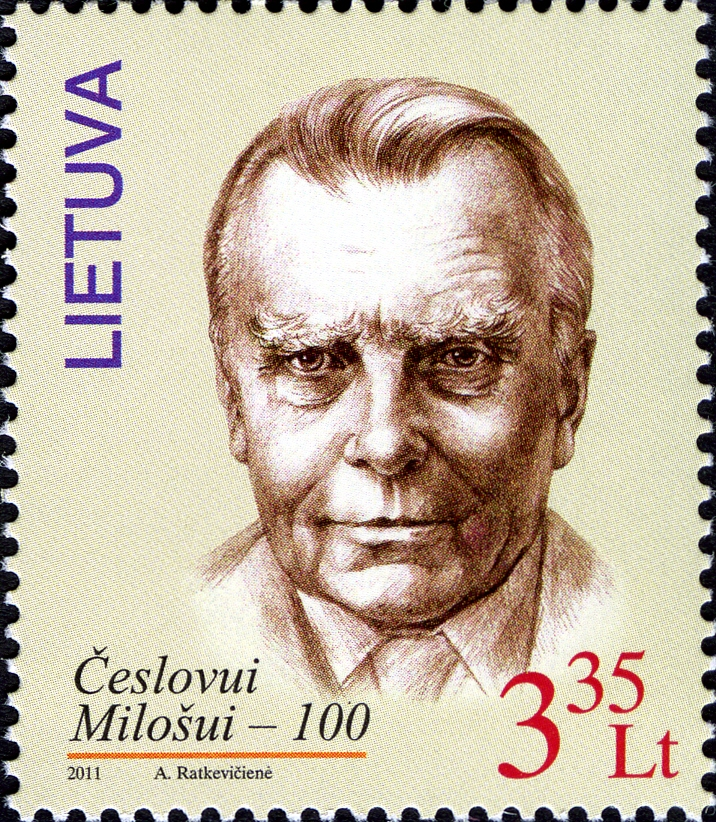
Czesław Miłosz 2011 Sello de Lituania

Milosz mantuvo la idea de responsabilidad individual en una era de relativismo. Seamus Heaney dice al respecto: «Su poesía reconoce la inestabilidad del sujeto y nos muestra una y otra vez la conciencia humana como un ámbito de discursos contendientes, más no permite que esta concesión niegue el mandato inmemorial que nos conmina a la firmeza moral y de espíritu». Milosz en un poema llamado "Ars Poetica?", lo expresa:

El fin de la poesía es recordarnos

Cuán difícil es ser una sola persona,

Pues tenemos la casa abierta, no hay llaves en las puertas,

E invisibles huéspedes entran y salen a su gusto.

Miłosz nació y vivió en una tradición humanista cristiana que tuvo un efecto importante en su sensibilidad. Sobre su visión religiosa, que remite a la doctrina de la Encarnación. Heaney indicó que: "supone un asentimiento a la desnuda y asombrosa proposición de que mediante la encarnación del Hijo de Dios en la figura de Cristo lo eterno ha intersecado con el tiempo, y que mediante esa intersección los seres humanos, con todo y ser criaturas temporales, tienen acceso a una realidad fuera del tiempo. Tal, después de todo, es la visión que nos ha dado buena parte de lo que es glorioso en el arte y la arquitectura occidentales —la catedral de Chartres y La Divina Comedia, El libro de Kells y Paraíso perdido, el canto gregoriano y la Capilla Sixtina— y que todavía transporta a este poeta a ocasionales pronunciamientos sinfónicos."
Miłosz concibe al poeta como alguien que custodia la memoria cultural necesaria para preservar la dignidad humana. En la serie Desde la salida del sol, escrita en Berkeley a principios de los setenta, escribe:

Sea lo que sea lo que lleve en la mano, un punzón, un junco,

una pluma de ave o un bolígrafo,

Dondequiera que esté, sobre las baldosas de un atrio, en la

celda de un claustro, en un salón frente al retrato de

un rey,
Atiendo asuntos que me han encargado en las provincias.

Y comienzo, aunque nadie puede explicar por qué y para qué.

Tal como lo hago ahora, bajo una nube azul oscuro con un

destello de azabache.
Los sirvientes están ocupados, lo sé, en cámaras subterráneas,

Haciendo crujir rollos de pergamino, preparando la tinta de

color y la cera de los sellos...
Vastos territorios. Brumosos trenes parpadeantes.

Los niños caminan junto a un descampado, todo es gris más

allá de una aldea estonia.
Royza, capitán de la caballería. Mowczan. Furiosos

ventarrones.

Nunca más me arrodillaré en mi pequeño país, junto a un río,

Para que lo pétreo en mí se pueda disolver,

Para que nada quede sino mis lágrimas, lágrimas.

Milosz afirmó sobre la poesía: «¿Qué es la poesía, si no puede salvar/ a una Nación o una persona?». También afirmó que no se había prestado suficiente atención al sufrimiento humano. 
Miłosz está considerado uno de los grandes poetas del siglo XX, porque su obra universalista es perfectamente comprensible en todos los idiomas. Mantiene la visión del mundo del niño ante la naturaleza y el mundo, pero también expresa la desazón del adulto al descubrir que es un juguete en curso inexorable de los tiempos.
En su poema "Lo que una vez fue grande" lo expresa así:

Lo que una vez fue grande, ya se volvió pequeño.

Los reinos se desvanecían como bronces cubiertos por la nieve.

Lo que antes golpeaba, ahora no golpea.

Las tierras celestiales ruedan, ruedan y brillan.

Echado sobre el césped a la orilla de un río,

Como en los viejos tiempos, lanzo mis lanchas de corteza.

## Influencias
En un diálogo sobre la literatura con Joseph Brodsky, realizado en 1989 y publicado en 2001 en la revista Zeszyty Literackie, al hablar de los escritores que influyeron en él, Czeslaw Miłosz dice: «Tuve una fuerte influencia de mi primo francés Oscar Milosz. Escribió su primer tratado metafísico en 1916, conociendo el desarrollo de las teorías de Einstein (...) si no me equivoco publicado en su primera versión en ese mismo año. Se cree que la teoría de la relatividad abrió la puerta a una nueva era de armonía entre la ciencia, la religión y el arte. Por la sencilla razón de que el mundo newtoniano es, en principio, contrario a la imaginación, el arte, la religión. Por lo tanto, he seguido la pista y he observado con asombro que las ideas venían de William Blake, que, aunque por supuesto él no podía saber nada de la relatividad, había dado a luz a sus teorías de la física».

## Obras
- Kompozycja (1930), tr. Composición
- Podróż (1930) "Viaje"
- Poemat o czasie zastygłym (1933)
- Trzy zimy (1936), tr. Tres inviernos
- Obrachunki
- Wiersze (1940), tr. Poesías
- Pieśń niepodległa (1942)
- Campo dei Fiori (1943)
- Ocalenie (1945)
- Traktat moralny (1947)
- Zniewolony umysł (1953)
- Zdobycie władzy (1953), tr. El poder cambia de manos
- Światło dzienne (1953), tr. Luz del día
- Dolina Issy (1955), tr. El valle del Issa, basada en vivencias de la infancia del autor en el valle del Nevėžis
- Traktat poetycki (1957)
- Rodzinna Europa (1958)
- Kontynenty (1958)
- Człowiek wśród skorpionów (1961), tr. Hombre entre escorpiones
- Król Popiel i inne wiersze (1961), tr. El rey Popiel y otras poesías
- Gucio zaczarowany (1965)
- Widzenia nad zatoką San Francisco (1969)
- Miasto bez imienia (1969), tr. Ciudad sin nombre
- Prywatne obowiązki (1972), tr. Obligaciones privadas
- Gdzie słońce wschodzi i kiedy zapada (1974), tr. Dónde el sol sale y cuándo cae
- Ziemia Ulro (1977)
- Ogród nauk (1979)
- Hymn o perle (1982)
- Nieobjęta ziemia (1984)
- Kroniki (1987), tr. Crónicas
- Dalsze okolice (1991), tr. Tierras muy alejadas
- Zaczynając od moich ulic (1985)
- Metafizyczna pauza (1989)
- Poszukiwanie ojczyzny (1991), tr. Búsqueda de la patria
- Rok myśliwego (1991), tr. Año del cazador
- Na brzegu rzeki (1994), tr. En la ribera
- Szukanie ojczyzny (1992)
- Legendy nowoczesności (1996)
- Życie na wyspach (1997), tr. Vida en las islas
- Piesek przydrożny (1997)
- Abecadło Miłosza (1997), tr. Alfabeto de Miłosz
- Inne abecadło (1998), tr. Otro alfabeto
- Wyprawa w dwudziestolecie (1999)
- To (2000) - tomik poetycki
- Orfeusz i Eurydyka (2003)

## Obra traducida al castellano
- El pensamiento cautivo, Tusquets (1981), ISBN 978-84-7223-067-
- El valle del Issa, Plaza & Janés (1982), ISBN 978-84-01-42101-3, traducción Anna Rodón Klemensiewich
- Poesía escogida. Selección, traducción e introducción de Isabel Sabogal Dunin-Borkowski. Edición bilingüe, en polaco y castellano, auspiciada por la Embajada de Polonia en Lima y el Instituto Cultural Peruano-Norteamericano. Lima, Ediciones del Hipocampo, 2012.[9]
- Antología poética, Devenir (2008), 978-84-96313-61-3
- Abecedario: diccionario de una vida, Turner (2003), ISBN 978-84-7506-601-1
- La mente cautiva, Galaxia Gutenberg (2016), ISBN 978-84-16252-86-2
- Mi Europa, Galaxia Gutenberg (2017), ISBN 978-84-16734-96-2
- Otra Europa, Tusquets (2005), ISBN 978-84-7223-068-2